# Stalobelus flagellifer
Stalobelus flagellifer är en insektsart som beskrevs av Victor Antoine Signoret. Stalobelus flagellifer ingår i släktet Stalobelus och familjen hornstritar. Inga underarter finns listade i Catalogue of Life.